# Jens Fischer (Koch)
Jens Fischer (* 13. Februar 1974) ist ein deutscher Koch.

## Werdegang
Nach der Ausbildung im Bollant's in Bad Sobernheim wechselte Fischer zum Restaurant Freundstück in Deidesheim, dann zum Aqua in Wolfsburg und zum
Hotel Giardino in Ascona. Danach kochte er im Restaurant Dieter Müller in Bergisch Gladbach (drei Michelinsterne). Anschließend wechselte er zu Doris-Katharina Hessler in Maintal, zum Landhaus St. Urban bei Harald Rüssel und zur Orangerie Nassauer Hof in Wiesbaden.
Erfahrungen als Küchenchef sammelte er bei den Restaurants Passiona Rossa und Hermannshof in Bad Sobernheim, dann im Ketschauer Hof in Deidesheim.
Ab Oktober 2013 war er Küchenchef im Restaurant Jungborn in Bad Sobernheim, das seitdem mit einem Stern im Guide Michelin ausgezeichnet wird. Im März 2019 kündigte er an, seine Frau und er werden im Juni 2019 eine neue Herausforderung annehmen.

## Auszeichnungen
- 2009: Aufsteiger des Jahres, Der Feinschmecker
- 2013: Ein Stern im Guide Michelin 2014 für das Restaurant Jungborn